# Мджарр (Гоцо)

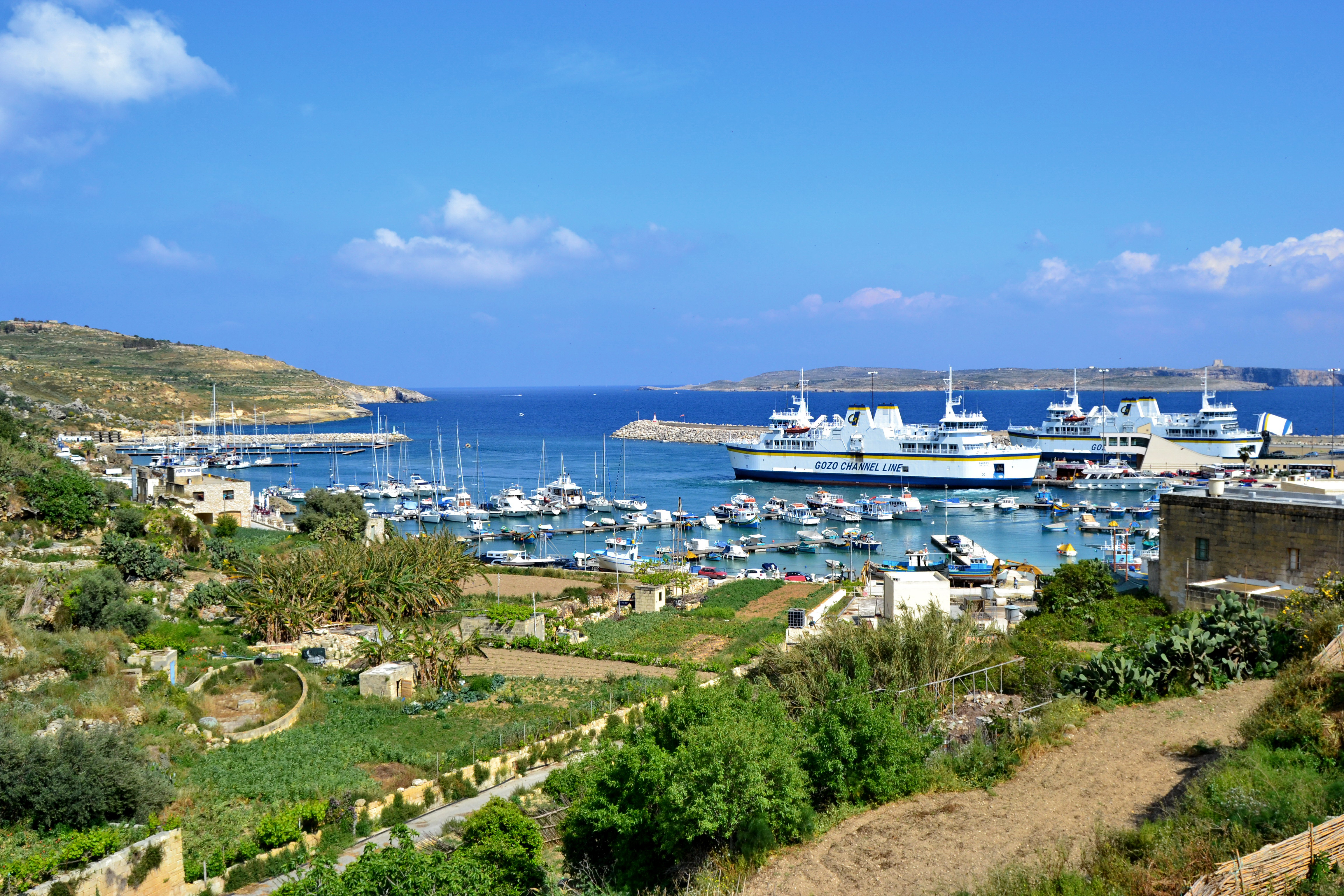
Гавань Мджарр

Мджарр (мальт. Mġarr) — портовый город на юго-востоке острова Гоцо, Мальта.

## История

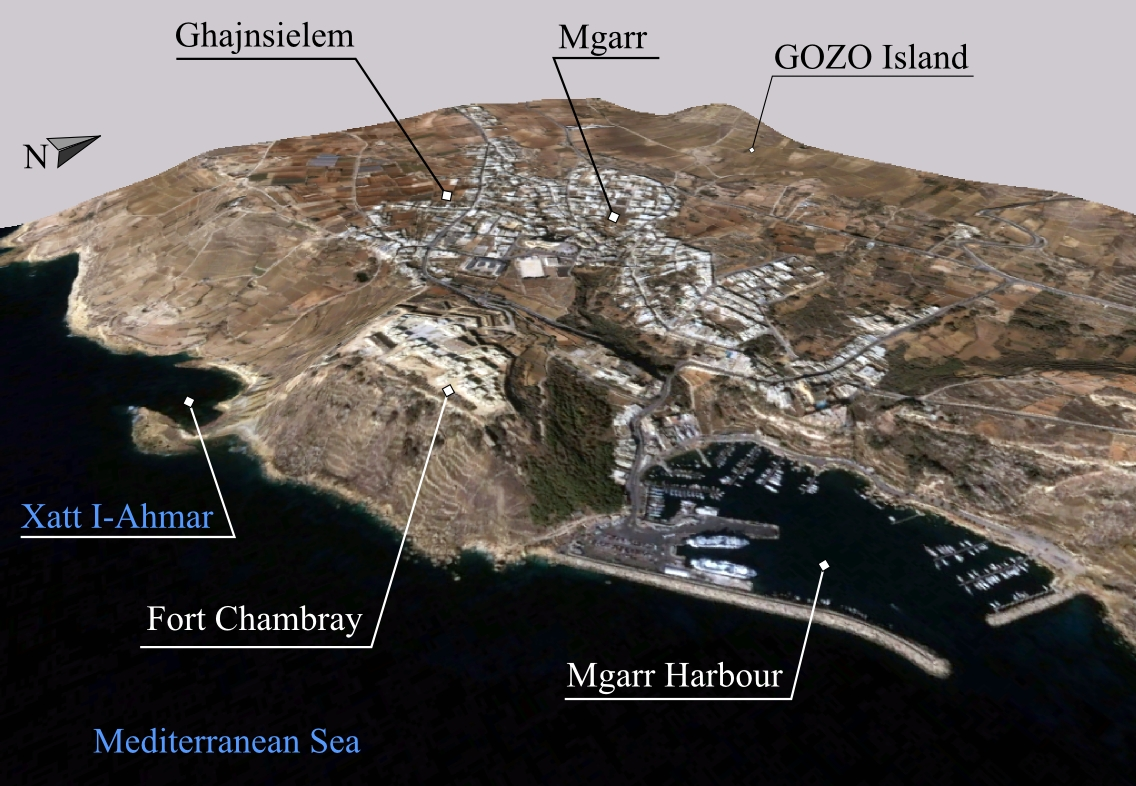
Мджарр

Город Мджарр вырос вокруг одноимённой мелководной гавани. Регулярно действующая переправа на Мальту впервые упоминается в 1241 году, к тому времени на острове уже было хорошо развито рыболовство. Хотя прибрежная территория развивалась на протяжении нескольких столетий, сама гавань до 1841 года не развивалась вообще. В 1841 году для защиты порта был построен первый волнорез, который затем укреплялся и расширялся до 1906 года. В 1929—1935 годах был построен более крупный волнорез, а в 1969 году ещё два. После завершения этого строительства площадь порта увеличилась до 121,4 тыс. кв. метров.
В начале XXI века на острове был построен паромный терминал стоимостью 9,3 млн евро. Строительные работы начались в 2001 году и заняли семь лет, терминал открыли в феврале 2008 года. К окончанию постройки терминала гавань стала вмещать около 600 пассажиров и 200 автомобилей. Дизайн новой гавани был изменён в процессе строительства, чтобы уменьшить её визуальное воздействие на окружающий ландшафт.

## Экономика
Мджарр — самый большой рыбацкий населённый пункт на Гоцо. Помимо паромного терминала, в городе также находится пристань для яхт. Над городом возвышается форт Шамбре, построенный в 1749 году рыцарями Ордена Святого Иоанна.
В мае 2010 года было объявлено, что пристань будет передана компании Harbour Management Company Limited, которая намерена модернизировать пристань для яхт.
Бар «Глениглз», находящийся рядом с первым причалом в гавани, был построен в 1732 году как каюта для пассажиров парома и имеет уникальную наклонную крышу.

## Транспорт
Мджарр связан паромным сообщением с гаванью Чиркевва и островом Комино. Автобусы ходят до городов Виктория и Марсалфорн.